# Растенфельд
Растенфельд (нем. Rastenfeld) — ярмарочная коммуна (Marktgemeinde) в Австрии, в федеральной земле Нижняя Австрия.
Входит в состав округа Кремс. Население — около 1,6 тыс. человек. Занимает площадь 47,55 км². Официальный код — 31336.

## Политическая ситуация
Бургомистр коммуны — Альберт Пани (АНП) по результатам выборов 2005 года.
Совет представителей коммуны (нем. Gemeinderat) состоит из 19 мест.
- АНП занимает 14 мест.
- Партия LGR занимает 3 места.
- СДПА занимает 2 места.